# Discosphaerina
Discosphaerina är ett släkte av svampar. Enligt Catalogue of Life ingår Discosphaerina i familjen Dothioraceae, ordningen Dothideales, klassen Dothideomycetes, divisionen sporsäcksvampar och riket svampar, men enligt Dyntaxa är tillhörigheten istället familjen Hyponectriaceae, ordningen kolkärnsvampar, klassen Sordariomycetes, divisionen sporsäcksvampar och riket svampar.
|                | Kabatina                                                                            |
|                |                                                                                     |
|                | Kabatiella                                                                          |
|                |                                                                                     |
|                | Aureobasidium                                                                       |
|                |                                                                                     |
|                | Pullularia                                                                          |
|                |                                                                                     |
|                | Sclerophoma                                                                         |
|                |                                                                                     |
|                | Dothichiza                                                                          |
|                |                                                                                     |
|                | Kabatia                                                                             |
|                |                                                                                     |
|                | Hormonema                                                                           |
|                |                                                                                     |
|                | Dothiora                                                                            |
|                |                                                                                     |
|                | Sarcophoma                                                                          |
|                |                                                                                     |
|                | Selenophoma                                                                         |
|                |                                                                                     |
|                | Columnosphaeria                                                                     |
|                |                                                                                     |
|                | Endodothiora                                                                        |
|                |                                                                                     |
|                | Jaffuela                                                                            |
|                |                                                                                     |
|                | Metasphaeria                                                                        |
|                |                                                                                     |
|                | Sydowia                                                                             |
|                |                                                                                     |
|                | Japonia                                                                             |
|                |                                                                                     |
| Discosphaerina | \| \| Discosphaerina discophora \| \| \| \| \| \| Discosphaerina cytisi \| \| \| \| |
|                | \| \| Discosphaerina discophora \| \| \| \| \| \| Discosphaerina cytisi \| \| \| \| |
|                | Pringsheimia                                                                        |
|                |                                                                                     |
|                | Saccothecium                                                                        |
|                |                                                                                     |
|                | Bagnisiella                                                                         |
|                |                                                                                     |
|                | Botryochora                                                                         |
|                |                                                                                     |
|                | Plowrightia                                                                         |
|                |                                                                                     |
|                | Yoshinagaia                                                                         |
|                |                                                                                     |
|                | Discosphaerina discophora                                                           |
|                |                                                                                     |
|                | Discosphaerina cytisi                                                               |
|                |                                                                                     |

|  | Discosphaerina discophora |
|  |                           |
|  | Discosphaerina cytisi     |
|  |                           |